# Rujnica (planina)
Rujnica je planina na području općine Kula Norinska pored Metkovića. Najviši vrh je Babina gomila na 735 m.
S vrha pogled seže na gotovo sve vrhove Biokova, Matokit, Zavelim, Kamešnicu, Vran, Čvrsnicu, Prenj, Durmitor, Pelješac, dio Mljeta, dio Korčule, Vis, Šćedro, dio Hvara, te na praktično cijelu Deltu Neretve nad kojom dominira. Počevši u Desnama, na padinama Rujnice postoji Ruski put koji je sezao do vrha Ilice (691 m) na kojem se u doba Prvog svjetskog rata nalazila austrougarska vojarna. Put je dobio ime po ruskim zarobljenicima koji su ga gradili.